# Deropeltis straeleni
Deropeltis straeleni är en kackerlacksart som beskrevs av Pierre Jolivet 1954. Deropeltis straeleni ingår i släktet Deropeltis och familjen storkackerlackor. Inga underarter finns listade i Catalogue of Life.